# Hans Brems
Hans Julius Brems (Viborg, 16 oktober 1915 - Urbana, 16 september 2000) was een Deens-Amerikaans econoom.
Hij behaalde zijn doctoraat aan de Universiteit van Kopenhagen onder leiding van Frederik Zeuthen. Hij emigreerde naar de Verenigde Staten, waar hij aanvankelijk doceerde aan de Universiteit van Californië - Berkeley. Het grootste deel van zijn academische loopbaan bracht hij, vanaf 1954, door aan de Universiteit van Illinois te Urbana-Champaign, waar hij zich specialiseerde in wiskundige economie en macro-economische modellenbouw. Zijn origneelste werk betrof zijn bijdrage tot de theorie van monopolistische concurrentie, waarin hij kwaliteitsconcurrentie verwerkte. Hiervoor ontving hij in 1970 een doctoraat honoris causa vanwege de Swedish School of Business. Als een echte Amerikaan interesseerde hij zich vooral voor de concurrentie van autovoertuigen.
- Bibsys: 90148485
- Bibliothèque nationale de France: cb120976192 (data)
- Gemeinsame Normdatei: 170090965
- International Standard Name Identifier: 0000 0001 0918 7674
- Library of Congress Control Number: n79112970
- Nationale Bibliotheek van Letland: 000112961
- Mathematics Genealogy Project: 219294
- Bibliotheek van het Japanse parlement: 00512222
- Nationale Bibliotheek van Israël: 987007274824905171
- Nederlandse Thesaurus van Auteursnamen: 067738664
- Système universitaire de documentation: 029325854
- Virtual International Authority File: 79060128
- WorldCat: E39PBJtcKqTxycQxYk3QXjTPwC

- Hans Brems : Product Equilibrium under Monopolistic Competition Harvard University Press, 1952